# جبال الألب لوغانو
جبال الألب لوغانو هي سلسلة جبلية في غرب جبال الألب.